# L'Œuf et les Cendres
L'Œuf et les Cendres (titre original : Egg and Ashes) est une nouvelle de science-fiction de Frank Herbert, parue en Novembre 1960 dans If.

## Parutions

### Parutions aux États-Unis
La nouvelle est parue en novembre 1960 dans If.
En dernier lieu, la nouvelle a été publiée dans The Collected Stories of Frank Herbert (2014, réédition en 2016).

### Parutions en France
La nouvelle est parue en langue française :
- dans Le Livre d'or de la science-fiction : Frank Herbert, éd. Pocket, coll. « Science-fiction », no 5018, 1978 ; réédité ensuite par le même éditeur sous le titre Le Prophète des sables ;
- dans Nouvelles - 1 : 1952-1962  (ISBN 978-2-84344-976-5), éd. Le Bélial', coll. « Kvasar », 2021, pages 341 à 347 ; réédition, Gallimard, coll. « Folio SF » no 721, 2023.

### Parutions dans d'autres pays
La nouvelle a été publiée en langue croate sous le titre Uzletjeti iz pepela (1986).

## Résumé
Le Siukurnin est un Alien qui peut prendre toute forme, toute taille, toute couleur. Il voyage à travers l'espace en empruntant des vaisseaux spatiaux, et se déplacer sur les planètes en empruntant les formes de vie qui la peuplent. 
Ce Siukurnin, après avoir voyagé sur un vaisseau spatial, est parvenu à venir sur Terre. Il prend possession de Sam, un brave type. Leurs formes de vie et leurs souvenirs fusionnent. Mais pour grandir et progresser, le Siukurnin doit régulièrement détruire son vecteur corporel.
Ainsi, ce que les Humains ont décrit à travers les âges dans le mythe du phénix, c'est tout simplement un Siukurnin qui se débarrasse d'une enveloppe matérielle et contingente pour retrouver sa forme pure et pour prendre son envol vers de nouvelles aventures.